# Іслаз (Телеорман)
Іслаз (рум. Islaz) — село у повіті Телеорман в Румунії. Адміністративний центр комуни Іслаз.
Село розташоване на відстані 133 км на південний захід від Бухареста, 53 км на південний захід від Александрії, 100 км на південний схід від Крайови.

## Населення
За даними перепису населення 2002 року у селі проживали 5079 осіб. Усі жителі села рідною мовою назвали румунську.
Національний склад населення села:
| Національність | Кількість осіб | Відсоток |
| -------------- | -------------- | -------- |
| румуни         | 5073           | 99,9%    |
| цигани         | 6              | 0,1%     |